# Hispodonta loriae
Hispodonta loriae là một loài bọ cánh cứng trong họ Chrysomelidae. Loài này được Gestro miêu tả khoa học năm 1913.